# Universidade de Essex
A Universidade de Essex (em inglês: University of Essex) é uma universidade pública com foco em pesquisa científica fundada em 1965 e localizada no Reino Unido.
A universidade possui um caráter internacional com 132 países representados em seu corpo estudantil. O Research Excellence Framework (REF) em 2014 classificou a Universidade de Essex entre as vinte melhores universidades no Reino Unido pela qualidade em pesquisa científica, e entre as cinco melhores em ciências sociais. A universidade é avaliada pelo QS World University Rankings como estando no top 2% das universidades do mundo e como líder mundial em ciências sociais (top 150) e gestão, com pontos fortes internacionalmente reconhecidos em artes e ciências humanas (top 250). As estatísticas da QS World University Rankings colocam a Universidade de Essex como a quinta universidade mais internacional do Reino Unido (funcionários) e tendo o 11º corpo estudantil mais internacional.

## Organização

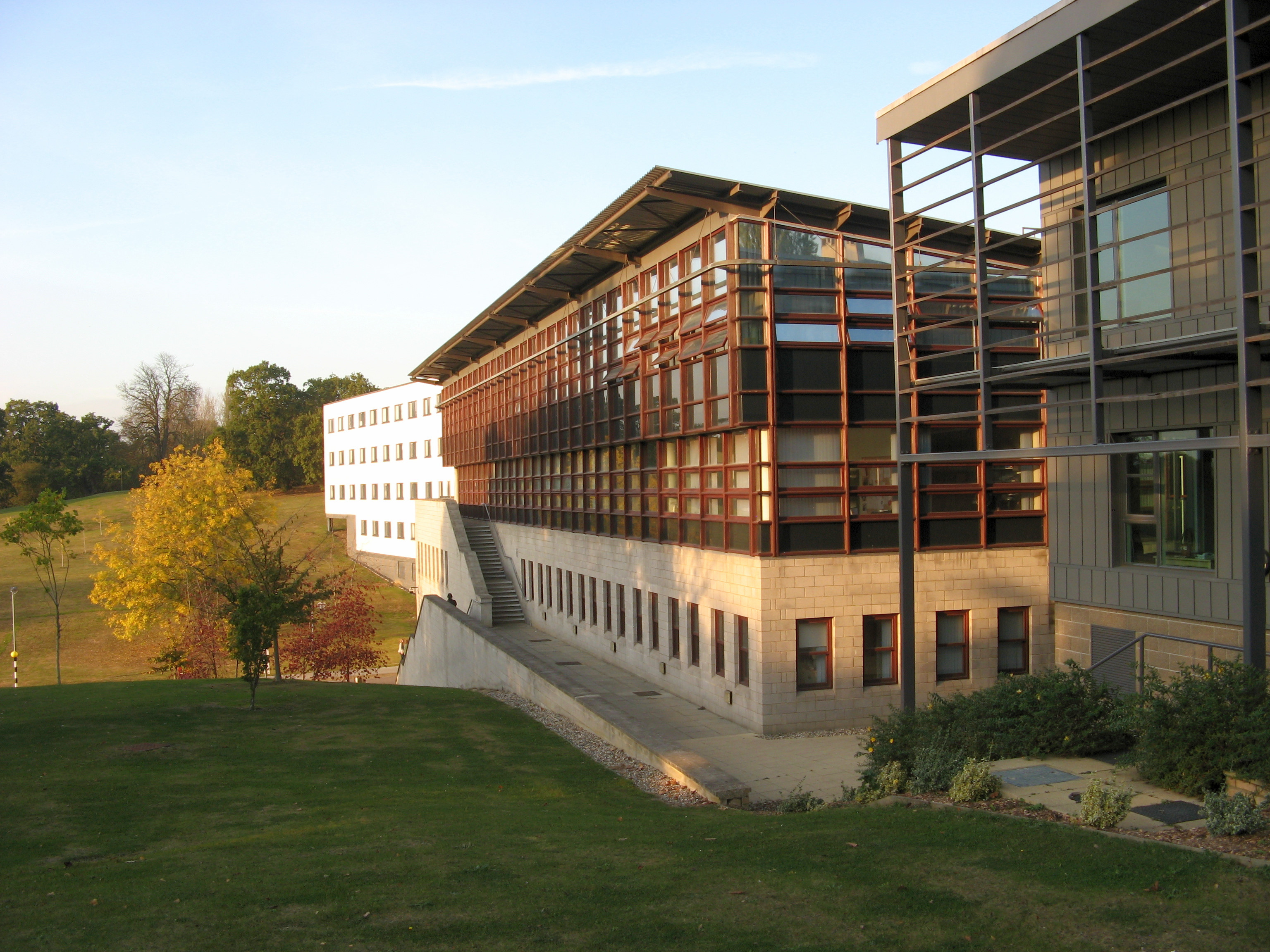
Departamento de Psicologia

A universidade é organizada em três faculdades, Ciências Humanas, Ciências Sociais e Ciências e Saúde, e as faculdades são compostas por 17 departamentos.
Faculdade de Ciências Humanas
- Centro de Estudos Interdisciplinares em Ciências Humanas
- Departamento de História
- Departamento de Literatura, Filme e Estudos de Teatro
- East 15 Acting School
- Academia Internacional
- Escola de Filosofia e História da Arte
- Escola de Direito
- Centro de Direitos Humanos

Faculdade de Ciências e Saúde
- Escola de Ciências Biológicas
- Departamento de Ciências Matemáticas
- Departamento de Psicologia
- Centro de Finanças Computacionais e Agentes Econômicos
- Escola de Ciências da Computação e Engenharia Eletrônica
- Escola de Saúde e Ciências Humanas

Faculdade de Ciências Sociais
- Centro de estudos psicanalíticos
- Departamento de Economia
- Essex Business School
- Departamento de Governo
- Instituto de Pesquisas Sociais e Econômicas
- Departamento de Língua e Linguística
- Departamento de Sociologia
- UK Data Archive

## Coleção de Arte Latino-Americana
Coleção que atualmente conta com quase 1.000 obras de arte de origem latino-americana localizada na Universidade de Essex. A coleção foi fundada ao fim da década de 80 por Charles Cosac, na época estudante PhD em teoria e história da arte, com a doação de um quadro do artista plástico brasileiro Siron Franco. A coleção teve caráter pioneiro pois foi a primeira coleção pública de arte latino-americana da Europa e continua sendo a maior do gênero. Cosac continuou fazendo importantes doações de artistas como Tunga e Farnese de Andrade, saídos de sua coleção particular.

## Reputação

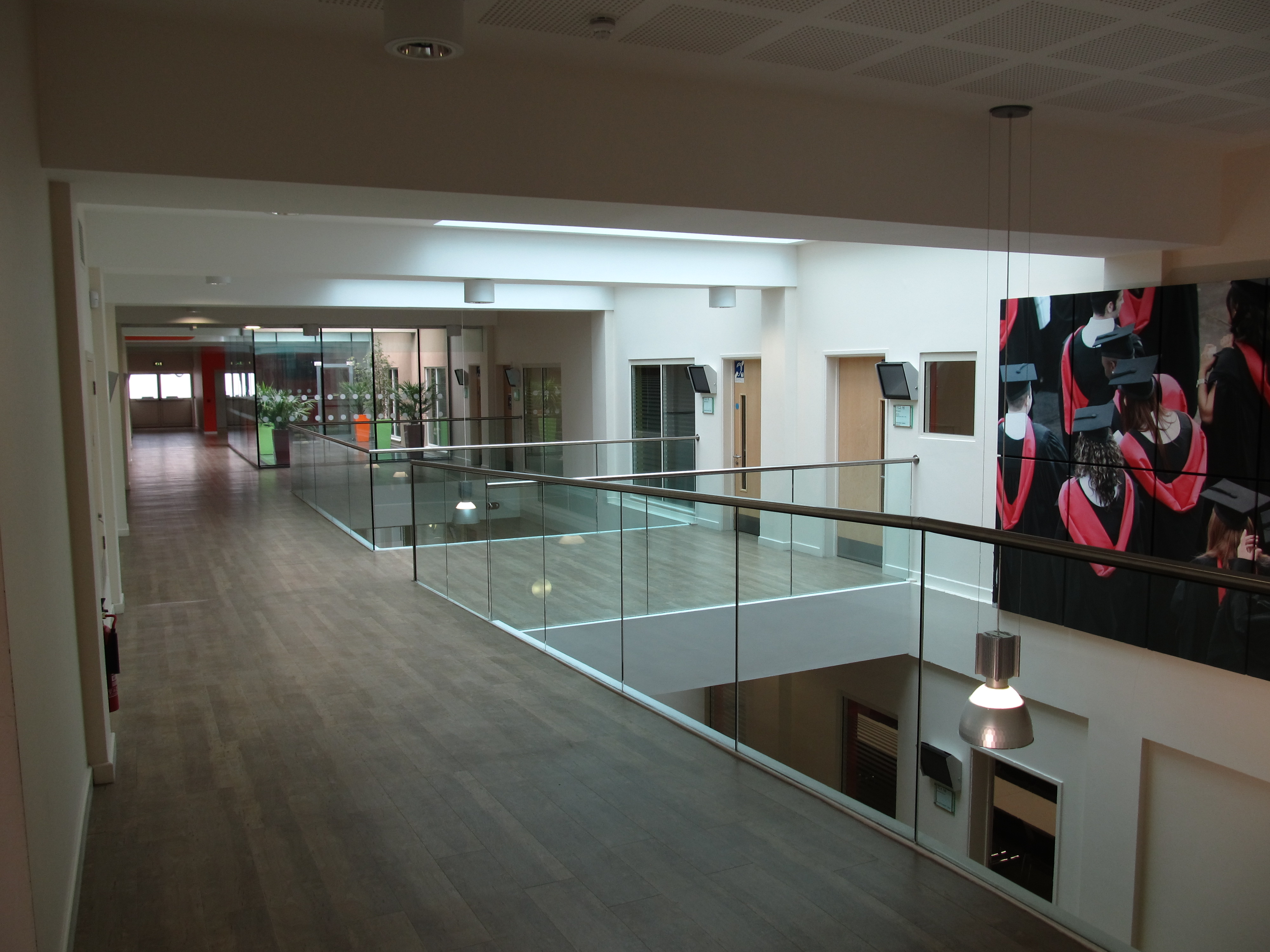
O centro de ensino Tony Rich, aberto em 2010

A universidade desenvolveu uma reputação internacional de ensino e pesquisa, sendo avaliada entre as 20 melhores universidades do Reino Unido de acordo com o Research Excellence Framework de 2014. Em relação à satisfação dos estudantes, a universidade ficou  entre as 5 melhores do Reino Unido em 2015. A universidade tem o nono melhor curso de ciência da computação do Reino Unido.
O Prêmio Nobel de Economia de 2010 foi concedido a Christopher Pissarides que obteve seus diplomas de Bacharelado e Mestrado em Economia na universidade no início da década de 1970. Em 2016 outro ex-aluno recebeu o Prêmio Nobel de Economia, Oliver Hart. Em 1987 Oscar Arias, que completou seu doutorado em Ciências Políticas na Universidade de Essex, recebeu o Prêmio Nobel da paz.